# Elżbieta Krajewska (poetka)
Elżbieta Krajewska (ps. Litka, ur. 1923 w Skoraczewie, zm. 14 stycznia 1944 w KL Auschwitz-Birkenau) – polska poetka, żołnierka Armii Krajowej.

## Życiorys
Pochodziła z rodziny ziemiańskiej. Jej ojciec, Tadeusz Krajewski, był zamożnym rolnikiem, a matka, Felicja z Karwowskich, wywodziła się z poznańskiej rodziny lekarskiej. Była najstarszą z czterech córek. W dzieciństwie chętnie pisała i rysowała, a mając 9 lat (w 1933) stworzyła humorystyczny, dojrzały wiersz Przygody konia Renatki i psa Ciska. Początkowo uczyła się w domu, a od 1935 mieszkała w internacie klasztoru Sióstr Sacré Coeur w Starej Wsi koło Pobiedzisk.
Po napaści Niemiec na Polskę w 1939 rodzina musiała czasowo opuścić dom rodzinny i do 4 października 1939 tułała się po Polsce, by ostatecznie powrócić do Skoraczewa. Już po dwóch tygodniach rodzina została wysiedlona do Generalnej Guberni poprzez obóz przesiedleńczy w Cerekwicy Starej, gdzie przebywała dwa miesiące w bardzo ciężkich warunkach (był to pierwszy w Kraju Warty obóz przesiedleńczy dla wysiedlonej ludności polskiej). Krajewscy osiedlili się w Warszawie, przy ul. Kazimierzowskiej.
Uczyła się w konspiracyjnym Gimnazjum Kulmanowej (oficjalnie działającym jako kurs kroju i szycia) i zdała tam maturę. Przy okazji zdała egzamin czeladniczy z zakresu kroju i szycia. Wspomagała rodzinę malując portrety, nauczając języka francuskiego oraz zatrudniając się w modelarni letnich pantofli damskich. Wieczorami pisała swój największy utwór, fantazję dramatyczną Skrzydlate miasto! (rękopis ostatecznie zniszczyli Niemcy, pozostały jedynie ilustracje). W latach 1940–1941 napisała też poemat Zdrajca, który dochował się jedynie we fragmentach.
Pobyt w Warszawie związała ze służbą w Armii Krajowej, gdzie działała w Referacie N – dywersji specjalnej wśród Niemców. Miała rangę starszego strzelca. Aresztowano ją 6 czerwca 1943 na ul. Wiśniowej, gdzie na niemieckim terenie wojskowym rozrzucała ulotki dywersyjne zredagowane po niemiecku i adresowane do żołnierzy niemieckich. Została przewieziona na Aleję Szucha, gdzie przez dwie doby brutalnie ją przesłuchiwano. Nieprzytomną przewieziono ją potem do szpitala więziennego na Pawiaku. Po kilku dniach leczenia Niemcy wznowili brutalne przesłuchania i tortury, ale nie przyniosły one żadnych rezultatów. Wykazała niezłomna postawę i nie zdradziła żadnych informacji, zarówno o ludziach, jak i o organizacji. Jej linia obrony polegała na próbie przerzucenia odpowiedzialności za akcję na samych Niemców, co okazało się skuteczne. Historyk Stefan Okęcki pisał: Linia obrony stosowana przez Elżbietę na Szucha miała na celu nie tylko - i chyba nawet nie przede wszystkim - obronę własną, ale stanowiła dalszy ciąg realizacji powierzonego jej zadania, ponieważ cała skuteczność kolportowanych przez nią materiałów polegała na tym, żeby Niemcy uważali je za kolportowane przez Niemców. [...] Chodziło o skłócenie Wehrmachtu z NSDAP, SS, policją i administracją hitlerowską. Ostatecznie akcja się nie powiodła, ponieważ wraz z nią aresztowano jej siostrę, Halinę. Wzięła więc całą winę za akcję na siebie, by ratować siostrę, która była jedyna podejrzaną w sprawie, mając przy sobie gotowe stosy kopert adresowanych do Niemców, którzy nie sprawdzili nawet charakteru pisma wypełnionych adresów (było to pismo Haliny). 
Na Pawiaku przebywała wspólnie z Zofią Kossak-Szczucką, która opisała Krajewską jako artystkę w każdym calu, niesłychanie wrażliwą na rytm i barwę wiersza. Wskazywała, że talent Litki wyrażał się jednak najpełniej w plastyce. W więzieniu (i potem w obozie koncentracyjnym) lepiła figurki z chleba, które w większości zaginęły. Na Pawiaku pisała wiersze i modlitwy, w tym drogę krzyżową, którą Karol Wojtyła ocenił jako szczególnie wymowne świadectwo procesu udziału w tajemnicy Odkupienia na ziemi polskiej. Droga krzyżowa Polakówzostała wyniesiona z więzienia w formie grypsu przez komórkę Delegatury Rządu na Kraj. Zaprzyjaźniła się w tych dniach z Wandą Bieńkowską, kierowniczką polskiego kontrwywiadu na Pawiaku. 
5 października 1943 została przewieziona do niemieckiego obozu koncentracyjnego Auschwitz-Birkenau (oddział kobiecy Birkenau). W tym samym transporcie jechała też Zofia Kossak-Szczucka i Łucja Charewiczowa. Na oddziale charakteryzowała się ofiarnością, pogodą ducha i dobrocią dla współwięźniów. Tuż przed śmiercią, gdy była już bardzo chora, wykonała z chleba szopkę bożonarodzeniową. Na Wigilię na chwilę wstała, ale wkrótce zapadła na tyfus i umieszczono ją w szpitalu obozowym, gdzie zmarła 14 stycznia 1944 pozbawiona jakiejkolwiek opieki ze strony Niemców. Zofia Kossak-Szczucka tak pisała o jej śmierci: mała święta, zbyt słaba, by coś powiedzieć, uśmiechała się z czułością w stronę konającej zakonnicy. Jej ciało wyjątkowo nie zostało wyrzucone przed barak, ale zostało przez blokową i pomocnice zawinięte w prześcieradło i złożone na stołkach imitujących katafalk. Wspomnienie o niej napisała Kazimiera Berkanówna.